# せきぐちあいみのVirtual Radio
「せきぐちあいみのVirtual Radio」（せきぐちあいみのバーチャルラジオ）は、地方局向けラジオ番組である。

## 概要
バーチャル・リアリティ（VR）に関するレポートからパーソナリティ自身の身の回りで逢ったことやVR体験談までを語るトーク番組。

## パーソナリティ
- せきぐちあいみ（VRアーティスト、タレント）

## ネット局と放送時間
2025年4月時点
| 放送対象地域 | 放送局     | 放送時間            | 放送期間         | 備考                                          |
| ------------ | ---------- | ------------------- | ---------------- | --------------------------------------------- |
| 愛媛県       | 南海放送   | （土）7:05 - 7:20   | 2019年 4月 6日 - |                                               |
| 栃木県       | 栃木放送   | （土）13:30 - 13:45 | 2019年 4月 6日 - | 『toy box （土）』に内包                      |
| 岐阜県       | ぎふチャン | （火）18:15 - 18:30 | 2020年 7月 4日 - |                                               |
| 大分県       | 大分放送   | （日）23:15 - 23:30 | 2020年 7月 5日 - | [ 注釈 4 ] [ 注釈 5 ] [ 注釈 6 ]              |
| 鹿児島県     | 南日本放送 | （日）23:30 - 23:45 | 2019年 4月 7日 - | [ 注釈 8 ] [ 注釈 9 ] [ 注釈 10 ] [ 注釈 11 ] |

過去 
| 放送対象地域 | 放送局    | 放送時間            | 放送期間                        | 備考 |
| ------------ | --------- | ------------------- | ------------------------------- | ---- |
| 北海道       | STVラジオ | （土）6:30 - 6:45   | 2019年 10月 6日 – 2022年3月26日 |      |
| 山形県       | 山形放送  | （木）21:00 - 21:15 | 2019年 4月 7日 – 2020年3月26日  |      |
| 山口県       | 山口放送  | （月）16:40 - 16:50 | 2019年 4月 8日 – 2019年9月30日  |      |

## コーナー
あなたのバーチャル恋人
せきぐちが設定に沿って、リスナーの恋人になりきったシチュエーションドラマを繰り広げる。不定期でおこなっている。
このほか、公式Twitterでテーマを発表し、ダイレクトメッセージからメッセージ募集もおこなっている。採用されるとステッカーをプレゼントしている。

## テーマ曲
- オープニングテーマ「多分、風。」(サカナクション)
- エンディングテーマ「ミス・パラレルワールド」(相対性理論)